# David Walker (astronauta)
David Mathieson Walker (Columbus, 20 maggio 1944 – Houston, 23 aprile 2001) è stato un astronauta statunitense.

## Biografia
Nella sua carriera ha partecipato, come pilota, nelle missioni STS-51-A e STS-30 dello Space Shuttle ed ha in seguito preso il comando delle missioni STS-53 e STS-69.